# Alram Karl Gottfried Hans Ladislaus Graf zu Ortenburg
Alram Karl Gottfried Hans Ladislaus Graf zu Ortenburg (* 23. Oktober 1925 in Budapest; † 6. August 2007 in Coburg) war ein Deutscher aus dem Adelsgeschlecht der Ortenburger und Patronatsherr des Schlosses Tambach. Er war Jäger und Politiker sowie Begründer des Wildparks Tambach und des Wildparks Ortenburg.

## Leben
Alram Graf zu Ortenburg wurde 1925 als erstes von zwei Kindern des Franz Carl Julius Graf zu Ortenburg (1875–1936) und der Gräfin Ilona Semsey de Semse (1895–1978) in Budapest geboren. Er wurde protestantisch getauft. Als Gymnasiast besuchte er das Casimirianum in Coburg, wo er 1944 das Abitur machte. Im Rheinland wurde er 1947 bis 1949 in land- und forstwirtschaftlicher Betriebsführung ausgebildet. Danach studierte er Staatswissenschaften und Völkerrecht sowie Maschinenbau, Chemie und Physik in Erlangen und Bamberg.
1954 konvertierte er zum römisch-katholischen Glauben. Am 21. Oktober 1954 heiratete er in Tannheim Agathe Gräfin von Schaesberg (14. Mai 1925 in Mainz – 20. Dezember 2011 in Coburg). Aus der Ehe gingen vier Kinder hervor:
- Marie-Isabell Ily Ghislaine, (* 1. September 1955 in Bamberg)
- Heinrich Franz Josef Georg Maria Graf zu Ortenburg (* 11. Oktober 1956 in Bamberg)
- Stephanie Hildegard Philippa Maria (* 12. April 1958 in Bamberg)
- Karl Johannes Ghislain Maria (* 17. Juli 1960 in Bamberg)

Sein einziger, zwei Jahre jüngerer Bruder Aurel Graf zu Ortenburg verstarb am 13. Oktober 2001.
Am 6. August 2007 verstarb Alram Graf zu Ortenburg 81-jährig im Klinikum Coburg.

## Wirken
Alram Graf zu Ortenburg war langjähriger Vorsitzender der Kreisgruppe Coburg des Bayerischen Landesjagdverbandes.
1949 trat er in die CSU ein. Er wirkte in der Partei als Gemeinderat, stellvertretender Vorsitzender der Kreistagsfraktion sowie als Bezirksvorsitzender des Wirtschaftsbeirats.
Im Jahre 1972 verkaufte Alram die Stammburg des Adelsgeschlechts der Grafen von Ortenburg, Schloss Ortenburg, an Heinrich Orttenburger, einen ortsansässigen Bürger aus Ortenburg. Ebenso verkaufte er den neben dem Schloss befindlichen Wildpark, welchen er einst als Zweig des Tambacher Wildparks gegründet hatte.
Als langjähriger Laiensprecher der Erzdiözese Bamberg setzte er sich für die Ökumene ein.
Den von den Eltern übernommenen Land- und Forstbetrieb am Schloss Tambach strukturierte er erheblich um. Er gab den keramischen Betrieb, der im Westflügel des Schlosses angesiedelt war, auf. In den so freigewordenen Räumlichkeiten wurde das Jagd- und Fischereimuseum untergebracht. Er leitete in den 1970er Jahren die Anlegung des 50 Hektar großen Wildparks Tambach, der sich seitdem zu einem bedeutenden touristischen Anziehungspunkt entwickelte. Des Weiteren ließ er einen Golfplatz in Tambach anlegen. Anfang der 1990er Jahre übergab er die Leitung seines Betriebs an seinen Sohn Heinrich.